# 妄想ガールズコレクション
『妄想ガールズコレクション』（もうそうガールズコレクション）は、関西テレビで2011年4月21日から6月30日まで毎週木曜日24:35 - 25:00（ヨルパチーノ枠）に放送されていたバラエティ番組。全11回。

## 概要
関西テレビの単発特別番組枠「カキューン!!」で2010年11月25日・12月9日に放送された『三羽ガラスPresents 妄想ガールズコレクション』が、3ヶ月の期間限定番組としてレギュラー化。
「5秒に1秒は女の子を妄想する」という吉本の仲良し芸人3人組、通称「エロ三羽烏」初のレギュラー番組。

## 出演者
よしもと三羽ガラス
- 徳井義実（チュートリアル）
- 中川貴志（ランディーズ）
- すっちー

コーナー出演
- 浅越ゴエ（#1-3,6-11）
- ヤナギブソン（#4,5）
- 銀シャリ（#3-11）

## コーナー
妄想ガールズ シンキング
三羽ガラスが番組で用意したテーマから理想の女性を妄想するスタジオトークコーナー。3人のほかにMCと女性ゲストが参加。MCは浅越ゴエ、ヤナギブソンが務めた。
妄想ガールズ ハンティング
男子の妄想をかなえてくれる女の子を探すロケコーナー。第3回から銀シャリが見習いカラスとして参加。
徳井義実presents 流出!! Cu T(e)ube
YouTubeを模した女の子の可愛い仕草の動画を、徳井が男性目線から解説する。出演：金子彩ほか。

## 放送リスト
| 回 | 放送日  | ゲスト                 |
| -- | ------- | ---------------------- |
| 1  | 4月21日 | みひろ                 |
| 2  | 4月28日 | 杉原杏璃               |
| 3  | 5月5日  | 高橋真依子             |
| 4  | 5月12日 | 辰巳奈都子             |
| 5  | 5月19日 | KONAN、相川友希        |
| 6  | 5月26日 | 原幹恵                 |
| 7  | 6月2日  | 池田夏希               |
| 8  | 6月9日  | みひろ                 |
| 9  | 6月16日 | 西田麻衣               |
| 10 | 6月23日 | 吉木りさ               |
| 11 | 6月30日 | 原幹恵、手島優、みひろ |

## スタッフ
- ナレーション：安西なをみ
- 構成：やまだともカズ、田中孝晃
- イラスト：中畔彩
- 技術協力：トラッド、SpEED、大阪共立
- 制作協力：D-REC、オフィスりぷる、Eフラットプロモーション
- AD：大西文志郎、田中悠司、竹中敏幸
- ディレクター：小口馨、津田真吾、和田善樹
- プロデューサー：田村静子（吉本興業）
- プロデューサー：杉浦史明
- 制作著作：関西テレビ

## 放送局
| 放送対象地域 | 放送局       | 放送期間                | 放送日時           | 備考    |
| ------------ | ------------ | ----------------------- | ------------------ | ------- |
| 近畿広域圏   | 関西テレビ   | 2011年4月21日 - 6月30日 | 木曜 24:35 - 25:00 | 制作局  |
| 広島県       | テレビ新広島 | 2011年5月5日 - 7月14日  | 木曜 24:50 - 25:15 | 2週遅れ |
| 中京広域圏   | 東海テレビ   | 2011年6月24日 - 9月9日  | 金曜 26:55 - 27:20 | 9週遅れ |